# Enric Ferrer i Rodrigo
Enric Ferrer i Rodrigo (Gràcia, Barcelona, 15 de juliol de 1842 - ?) fou un pianista i compositor català.
Fou deixeble de Jaume Biscarri (piano) i Balcort i Rovira (harmonia i composició), donant-se a conèixer com avantatjat pianista a quinze anys. Va escriure més de 100 obres per a piano, orquestra i banda; una Salve a veus soles, una Simfonia i la música de sarsuela Armando el pescador, que amb lletra de Pasqual de la Calle i Feliu va ser estrenada a Barcelona el 24 de juliol de 1867.
Va ser director de diverses Societats Filharmòniques.